# 小行星4322
小行星4322（4322 Billjackson）是一颗绕太阳运转的小行星，为主小行星带小行星。该小行星于1981年3月11日发现。

## 轨道参数
小行星4322的轨道半长轴为2.2761768 UA，离心率为0.182。